# Oswego (Nova York)
Oswego és una ciutat i capital del Comtat d'Oswego a l'Estat de Nova York (Estats Units d'Amèrica). Segons el cens del 2000 tenia 17.954 habitants.

## Fills il·lustres
- Jean A. Duquette (1853-1902), músic.

## Demografia
Segons el cens del 2000 Oswego tenia 17.954 habitants, 7.338 habitatges, i 3.977 famílies. La densitat de població era de 905 habitants per km².
Dels 7.338 habitatges en un 27,2% hi vivien nens de menys de 18 anys, en un 38,3% hi vivien parelles casades, en un 0% dones solteres, i en un 45,8% no eren unitats familiars. En el 34,2% dels habitatges hi vivien persones soles el 14,1% de les quals corresponia a persones de 65 anys o més que vivien soles. El nombre mitjà de persones vivint en cada habitatge era de 2,33 i el nombre mitjà de persones que vivien en cada família era de 3.
Per edats la població es repartia de la següent manera: un 22,2% tenia menys de 18 anys, un 16,5% entre 18 i 24, un 25,4% entre 25 i 44, un 18,7% de 45 a 60 i un 17,2% 65 anys o més.
L'edat mediana era de 35 anys. Per cada 100 dones de 18 o més anys hi havia 83,2 homes.
Entorn del 13% de les famílies i el 23% de la població estaven per davall del llindar de pobresa.

## Poblacions properes
El següent diagrama mostra les poblacions més properes.